# Austrammo
Austrammo es un género de arañas araneomorfas de la familia Ammoxenidae. Se encuentra en Australia.

## Especies
Según The World Spider Catalog 12.0:
- Austrammo harveyi Platnick, 2002
- Austrammo hirsti Platnick, 2002
- Austrammo monteithi Platnick, 2002
- Austrammo rossi Platnick, 2002